# دیترایشینگن
دیترایشینگن (به آلمانی: Dietrichingen) یک شهر در آلمان است که در زودوستپفالتس واقع شده‌است. دیترایشینگن ۳۷۹ نفر جمعیت دارد.